# Carl Garz
Carl Garz (* 1890 in Schwerin; † 29. Dezember 1955 in Cottbus) war ein deutscher Politiker (CDU). Er war von 1948 bis 1950  Abgeordneter des Deutschen Volksrates der SBZ bzw. der Volkskammer der DDR.

## Leben
Garz, Optiker und Kaufmann von Beruf, war Fotohändler in Schwerin und gehörte 1945 zu den Mitbegründern des CDU-Landesverbandes Mecklenburg-Vorpommern. Die erste Landesgeschäftsstelle der CDU war in seinem Wohn- und Geschäftshaus in der Lübecker Str. 5 untergebracht. Garz engagierte sich stark beim organisatorischen Aufbau der CDU, vertrat ihre Interessen im Landesblockausschuss der antifaschistischen Parteien und bei der Sowjetischen Militäradministration Mecklenburgs. Aufgrund seiner Anpassungsfähigkeit galt er bald als sowjetischer Verbindungsmann. An der Seite von Reinhold Lobedanz brachte er den Landesverband nach der Absetzung von Jakob Kaiser auf prosowjetischen Kurs. 
Er war von Juli 1945 bis 1950 Beisitzer bzw. Mitglied des CDU-Landesvorstandes Mecklenburg-Vorpommern. Im Jahr 1947 war er Mitglied der Landesentnazifizierungskommission. Von März 1948 bis Oktober 1949 war er Mitglied im Deutschen Volksrat und von 1949 bis Oktober 1950 Mitglied der Provisorischen Volkskammer. Im Dezember 1948 wurde er vom mecklenburgischen Landtag in das Plenum der Deutschen Wirtschaftskommission (DWK) gewählt. 1950 zog er sich aus der Parteiarbeit zurück. Das Ministerium für Staatssicherheit begann, Garz zu überwachen. Im Dezember 1952 wurde er zusammen mit Frau und Kindern verhaftet und wegen angeblicher Wirtschaftssabotage zu acht Jahren Zuchthaus verurteilt. Der Bezirksvorstand der CDU in Schwerin schloss Garz aus der Partei aus, er war zunächst in Bützow-Dreibergen inhaftiert und verstarb im Dezember 1955 in der Strafvollzugsanstalt Cottbus.